# Siegfried Fietz

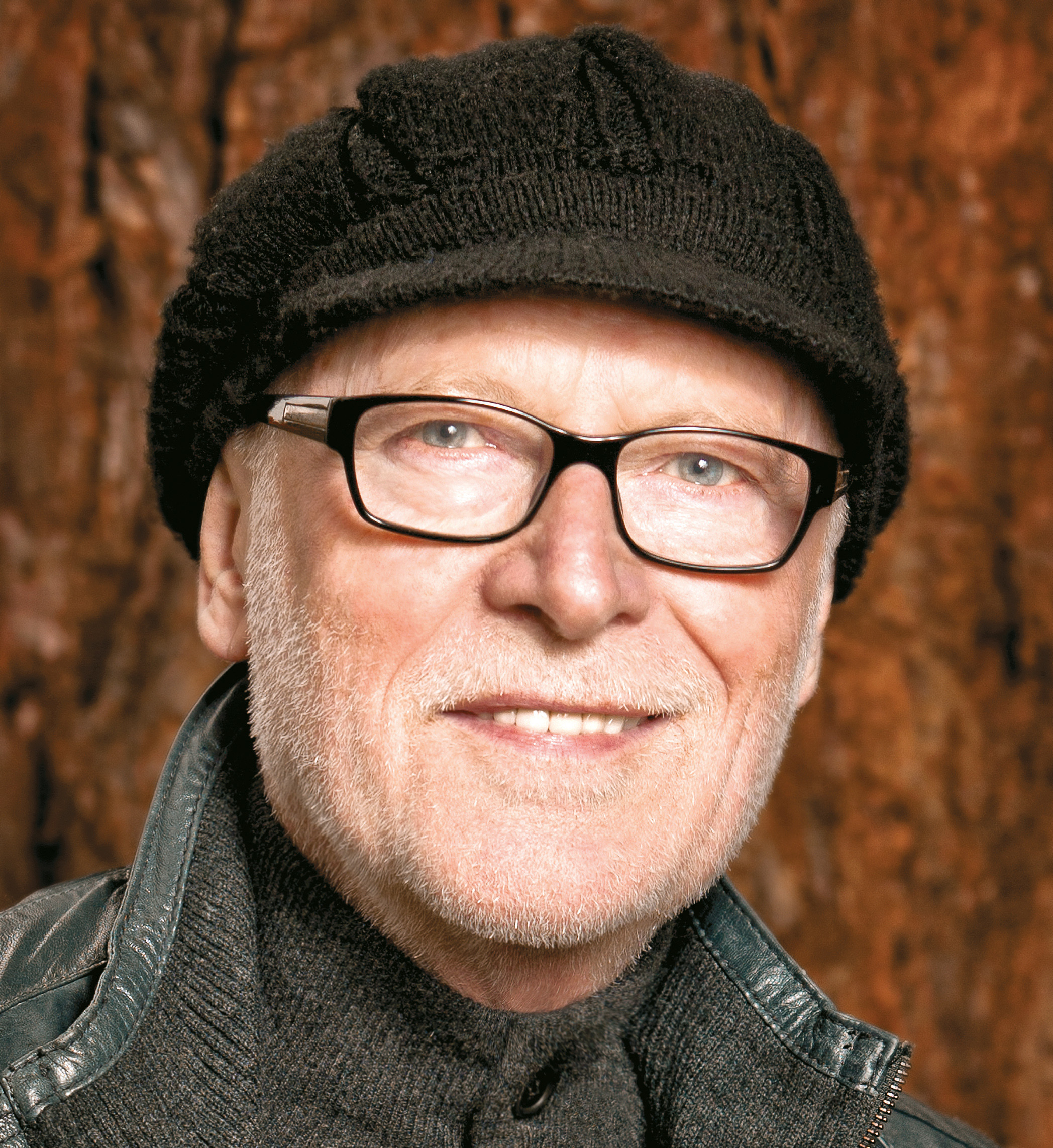
Siegfried Fietz, 2012

Siegfried Fietz (* 25. Mai 1946 in Berleburg) ist ein deutscher Liedermacher (Songwriter, Komponist, Produzent) christlicher Popmusik sowie Bildhauer.
Seit vielen Jahren prägt er die konfessionelle Szene mit seiner Musik, die weit über den deutschsprachigen Raum hinaus bekannt geworden ist. Das neue geistliche Lied im deutschsprachigen Raum hat er maßgeblich beeinflusst. Besonders populär wurde seine Vertonung des Dietrich-Bonhoeffer-Textes Von guten Mächten wunderbar geborgen.

## Leben und Wirken
Fietz wuchs in bescheidenen Verhältnissen in Hilchenbach im Siegerland auf. Seine Eltern, beide Flüchtlinge aus Ostpreußen, waren streng gläubig. Schon im Alter von fünf Jahren lernte er erste Töne auf der Geige seines Vaters. Wenig später lernte er Gitarre. Im Alter von 15 Jahren begann er mit Gesangsunterricht und im Alter von 17 mit Klavierunterricht, den er sich finanzierte, indem er anderen Jugendlichen Gitarrenunterricht gab. Im Alter von 18 Jahren bekam er die Möglichkeit, das C-Examen als Kirchenmusiker zu machen und dadurch das Orgelspiel zu erlernen. Parallel zu seiner musikalischen Weiterbildung machte er eine Ausbildung zum Schlosser und Kaufmann.
Seine ersten Konzerte gab er zusammen mit seinem Freund Klaus Panthel bei den Offenen Abenden Siegen, die bis zu 10.000 Besucher aus ganz Deutschland verzeichneten. Bei diesen Konzerten merkte Fietz schnell, dass neue, deutschsprachige Lieder gebraucht würden, die seine Generation mitsingen wollte. Da ihm das Schreiben von Liedern leicht fiel, schrieb er für jeden dieser OAS-Abende neue Lieder und so entstanden die ersten Lieder des Fietz Teams.
Ab 1965 war das Fietz-Team in ganz Deutschland unterwegs. Zur Hauptbesetzung über Jahre hinweg gehörten – neben der „Urbesetzung“ Fietz, Panthel und Bernhard Well – die Musiker Bernd Gaumann, Helmut Gerhard, Hermann Plate, Siegfried Roth, Helmut Utsch und Harald Weller.
Den Namen Fietz-Team legte Hermann Schulte fest, in dessen Wetzlarer Verlag, den heutigen Gerth Medien, die erste Single der Band veröffentlicht wurde. Fietz war mit dem Namen nicht glücklich: „Damals gab es ein ‚Janz Team‘ und damit wollten wir nicht verwechselt werden.“
Der Kontakt zu Schulte hatte zur Folge, dass dem damals 20-jährigen Fietz eine Stelle als Musikproduzent in seinem Verlag angeboten wurde. Für diese Position, aber auch um Komposition bei Gustav Adolf Schlemm zu studieren, zog er nach Wetzlar.
Im Verlag Hermann Schulte Wetzlar produzierte Fietz unter anderem Lieder für Jürgen Werth oder Manfred Siebald, veröffentlichte jedoch auch eigene Werke wie das Paulus Oratorium – Lass dir an meiner Gnade genügen.
2016 fand die Uraufführung des Musicals „Franziskus – Ein Heiliger und ein Papst“ im Rahmen des Katholikentages in Leipzig statt.

### Abakus Musik
Parallel zu seiner Arbeit im Verlag Hermann Schulte Wetzlar veröffentlichte Fietz unter dem Künstlernamen Manuel Thaler über die Plattenfirma CBS auch Lieder wie Jeder Sonnenstrahl ist ein Versprechen oder Ein Rucksack und ein Knotenstock. Er hoffte, durch die Zusammenarbeit mit einem Major-Label mehr Menschen auf seine christlichen Texte aufmerksam machen zu können. Er bemerkte jedoch schnell, dass er bei CBS nicht die Lieder singen durfte, die er gerne wollte, und somit beendete er 1974 die Arbeit für CBS. Auch die Zusammenarbeit mit dem Verlag Hermann Schulte Wetzlar ging zu Ende und er gründete zusammen mit seiner Frau den Abakus Schallplatten und Ulmtal Musikverlag Barbara Fietz (heute: Abakus Musik Barbara Fietz).
Im Abakus Musik Verlag wurden inzwischen über 320 Produktionen veröffentlicht, davon etwa 250 von Fietz selbst. Laut GEMA hat er inzwischen über 4500 Lieder geschrieben und gibt pro Jahr ca. 50 Konzerte. Bei vielen dieser Konzerte tritt er zusammen mit seinem Sohn Oliver Fietz auf, der selbst als Solo-Musiker tätig ist. Seine Vertonung des Dietrich-Bonhoeffer-Gedichtes Von guten Mächten wunderbar geborgen ist Bestandteil mancher Gesangbücher in Evangelischen Kirchen (unter anderem im Gesangbuch der Evangelisch-methodistischen Kirche 99 und im Evangelischen Gesangbuch Regionalteil Württemberg 541).
Fietz arbeitete neben anderen zusammen mit Ivan Rebroff, Eberhard Weber, Johannes Jourdan, Petula Clark, Johannes Nitsch, Uwe Kröger, Eva Lind, Clemens Bittlinger, Bill Ramsey, Edwin Hawkins, Olivia Molina, Dieter Falk, Coretta Scott King und dem Apollo-15-Astronauten James B. Irwin.
Von 1986 bis 1996 moderierte er beim Hessischen Rundfunk die Sendung Lieder zwischen Himmel und Erde mit bis zu 150.000 Zuhörern.

### Bildende Kunst
Fietz arbeitet auch als Bildender Künstler (abstrakte Malerei, Holzskulpturen). Seine erste Ausstellung fand im November 2009 statt und seitdem gibt es regelmäßig Ausstellungen in ganz Deutschland mit seinen Werken. Im Juli 2015 eröffnete er in Greifenstein-Allendorf einen Skulpturenpark. Auf 20.000 Quadratmetern stellt er rund 50 Plastiken aus Holz, Stein und Metall aus, die er seit 1995 geschaffen hat.

## Ehrungen
- 2021: Ehrenurkunde für Kunst und Kultur des Hessischen Ministeriums für Wissenschaft und Kunst für seine Verdienste um Kunst und Kultur.[5]

## Privates
Siegfried Fietz ist verheiratet mit Barbara Fietz (* 1945) und hat drei Kinder. Er wohnt und arbeitet in Greifenstein-Allendorf im Lahn-Dill-Kreis als Musiker, Produzent und Komponist.

## Diskografie
| Titel                                                                                               | Erscheinungsjahr | Musiker                                | Textautoren |  |
| --------------------------------------------------------------------------------------------------- | ---------------- | -------------------------------------- | --- |  |
| … und sehe eine weiße Wolke vorüberziehen                                                           | 1971             | Siegfried Fietz                        | Renate Wagner, Gisela Spitzer, Heinz Stölzle, Ernst Nebhut, Geoffrey Srodzinski, Rainer Maria Rilke, Siegfried Fietz |  |
| Also hat Gott die Welt geliebt                                                                      | 1975             | Siegfried Fietz                        | Johannes Jourdan |  |
| Wie wir beten können (CD-Neuauflage: 91-156)                                                        | 1975             | Siegfried Fietz                        | Jörg Zink |  |
| Petrus Oratorium                                                                                    | 1976             | Siegfried Fietz                        | Johannes Jourdan |  |
| Jesus lebt                                                                                          | 1976             | Siegfried Fietz                        | Johannes Jourdan |  |
| Siehe, ich bin des Herrn Magd                                                                       | 1976             | Siegfried Fietz                        | Johannes Jourdan |  |
| Frei wie ein Vogel im Wind (Instrumental)                                                           | 1976             | Siegfried Fietz                        | |  |
| Frei wie ein Vogel im Wind                                                                          | 1976             | Siegfried Fietz                        | Jürgen Werth |  |
| Von guten Mächten wunderbar geborgen                                                                | 1977             | Siegfried Fietz                        | Dietrich Bonhoeffer |  |
| David                                                                                               | 1977             | Siegfried Fietz                        | Johannes Jourdan |  |
| Gott erschafft die Welt (CD-Neuauflage: 91-155)                                                     | 1977             | Siegfried Fietz                        | Dieter Stork |  |
| Im Aufwind                                                                                          | 1978             | Siegfried Fietz                        | Ulrich Schaffer |  |
| Dur und Moll                                                                                        | 1978             | Siegfried Fietz                        | Eckhart zur Nieden |  |
| Womit wir leben können (CD-Neuauflage: 91-156)                                                      | 1978             | Siegfried Fietz                        | Jörg Zink |  |
| Hinauf nach Jerusalem                                                                               | 1978             | Siegfried Fietz                        | Dieter Stork |  |
| Johannes Oratorium                                                                                  | 1979             | Siegfried Fietz                        | Johannes Jourdan |  |
| Christus ist auferstanden                                                                           | 1979             | Siegfried Fietz                        | Dieter Stork |  |
| Selig seid ihr                                                                                      | 1979             | Siegfried Fietz                        | Dieter Stork |  |
| Nach dem Dunkel kommt ein neuer Morgen                                                              | 1979             | Siegfried Fietz                        | Johannes Hansen |  |
| Siegfried Fietz in concert                                                                          | 1979             | Siegfried Fietz                        | |  |
| Melody in my Phantasy                                                                               | 1980             | Siegfried Fietz                        | |  |
| Christus ist geboren                                                                                | 1980             | Siegfried Fietz                        | Dieter Stork |  |
| Space Sinfonie                                                                                      | 1980             | Siegfried Fietz                        | |  |
| Delaja unterwegs                                                                                    | 1981             | Siegfried Fietz                        | Johannes Jourdan |  |
| Mach mit                                                                                            | 1981             | Siegfried Fietz, Heilhut Semmeldroll   | Rainer Haak |  |
| Komm mein Vogel Vertrauen                                                                           | 1981             | Siegfried Fietz                        | Dieter Stork |  |
| Ein Regenbogen bunt und schön                                                                       | 1981             | Siegfried Fietz                        | Rolf Krenzer |  |
| Ich habe einen Traum                                                                                | 1982             | Siegfried Fietz                        | Christian A. Schwarz |  |
| Martin Luther Oratorium                                                                             | 1982             | Siegfried Fietz                        | Johannes Jourdan |  |
| Der Same der Zukunft (CD-Neuauflage: 91-196)                                                        | 1982             | Siegfried Fietz                        | Christian A. Schwarz |  |
| Ich wünsch’ dir einen guten Tag                                                                     | 1983             | Siegfried Fietz                        | Rolf Krenzer |  |
| Alle meine Sorgen werfe ich auf dich                                                                | 1983             | Siegfried Fietz, Wilfried Mann         | Johannes Jourdan |  |
| Hoffnung über den Tod hinaus                                                                        | 1983             | Siegfried Fietz                        | Christian A. Schwarz |  |
| Erleb die Gemeinschaft                                                                              | 1983             | Siegfried Fietz                        | Rainer Haak |  |
| Ich wünsch’ dir ein gutes Jahr                                                                      | 1983             | Siegfried Fietz                        | Rolf Krenzer |  |
| John-Wesley-Oratorium                                                                               | 1984             | Siegfried Fietz                        | Johannes Jourdan |  |
| Ist Frieden möglich                                                                                 | 1984             | Siegfried Fietz                        | Christian A. Schwarz |  |
| Happy Birthday Johann Sebastian Bach                                                                | 1985             | Siegfried Fietz, Johann Sebastian Bach | |  |
| Über allem ist Liebe                                                                                | 1985             | Siegfried Fietz                        | Diverse Textautoren |  |
| Lichtertanz                                                                                         | 1985             | Siegfried Fietz                        | |  |
| Märchenlieder (294)                                                                                 | 1985             | Siegfried Fietz                        | Rolf Krenzer |  |
| Kinder auf dem Erdenstern                                                                           | 1986             | Siegfried Fietz                        | Rolf Krenzer |  |
| Der Herr segne Dich                                                                                 | 1986             | Siegfried Fietz                        | Johannes Jourdan, Jörg Zink, Diverse Textautoren |  |
| Inner Fire                                                                                          | 1986             | Siegfried Fietz                        | Paul Langel |  |
| Paulus Oratorium II                                                                                 | 1986             | Siegfried Fietz                        | Johannes Jourdan |  |
| Die Erde ist ein großer Tisch (CD-Neuauflage: 91-175)                                               | 1987             | Siegfried Fietz                        | Rolf Krenzer |  |
| Alles beginnt mit der Sehnsucht                                                                     | 1987             | Siegfried Fietz                        | Rainer Haak, Diverse Textautoren |  |
| Schalom – Denen, die Israel lieben                                                                  | 1987             | Siegfried Fietz                        | Johannes Jourdan, Rolf Krenzer |  |
| Lieder zwischen Himmel und Erde                                                                     | 1988             | Siegfried Fietz                        | Rolf Krenzer, Diverse Textautoren |  |
| Leuchte, leuchte Weihnachtsstern                                                                    | 1988             | Siegfried Fietz                        | Rolf Krenzer |  |
| Nachfolge                                                                                           | 1988             | Siegfried Fietz                        | Dietrich Bonhoeffer |  |
| Sommerfest                                                                                          | 1989             | Siegfried Fietz                        | Rolf Krenzer |  |
| Einen guten Freund zu haben                                                                         | 1989             | Siegfried Fietz                        | Rolf Krenzer |  |
| Schlaf ein mein Bärchen                                                                             | 1989             | Siegfried Fietz                        | Diverse Textautoren |  |
| Wenn ich groß bin                                                                                   | 1990             | Siegfried Fietz                        | Dieter Stork |  |
| Zuhause sein                                                                                        | 1990             | Siegfried Fietz                        | Johannes Jourdan |  |
| Neue Spiellieder zum Sommerfest & Komm in unsern Kreis hinein                                       | 1990             | Siegfried Fietz                        | Rolf Krenzer |  |
| Kleine Lieder für kleine Leute & Wenn ich groß bin                                                  | 1991             | Siegfried Fietz                        | Dieter Stork, Heinz-Otto Schaaf |  |
| The Taste of Liberty                                                                                | 1991             | Siegfried Fietz                        | Paul Langel |  |
| Der König im Stall                                                                                  | 1991             | Siegfried Fietz                        | Rolf Krenzer |  |
| Unterwegs im Vertrauen                                                                              | 1991             | Siegfried Fietz                        | Rainer Haak |  |
| Der ängstliche kleine Spatz                                                                         | 1992             | Siegfried Fietz                        | Rolf Krenzer |  |
| Trost für jeden Tag                                                                                 | 1992             | Siegfried Fietz                        | Jochen Klepper |  |
| Sara und der goldene Weizen                                                                         | 1992             | Siegfried Fietz                        | Rolf Krenzer |  |
| Gottes guter Segen sei mit Euch – Wir bauen eine Kinderstadt                                        | 1992             | Siegfried Fietz                        | Rolf Krenzer |  |
| On the Trail again                                                                                  | 1992             | Siegfried Fietz                        | Paul Langel |  |
| Vater Martin                                                                                        | 1992             | Siegfried Fietz                        | Rolf Krenzer |  |
| Mut zum Träumen                                                                                     | 1993             | Siegfried Fietz                        | Dieter Stork |  |
| Wasser für die Welt                                                                                 | 1993             | Siegfried Fietz                        | Paul Langel, Rainer Haak |  |
| Mein kleines Fohlen Baruch                                                                          | 1993             | Siegfried Fietz                        | Hanno Herzler |  |
| Der Traum der drei Bäume                                                                            | 1993             | Siegfried Fietz                        | Rolf Krenzer |  |
| Joschi – Nazareth-Express-Dienst                                                                    | 1993             | Siegfried Fietz                        | Gertrud Schmalenbach |  |
| Stern in dunkler Nacht                                                                              | 1993             | Siegfried Fietz                        | Rainer Haak |  |
| Josef – Dicke Kühe, fette Ähren                                                                     | 1994             | Siegfried Fietz                        | Hanno Herzler |  |
| Für das Leben                                                                                       | 1994             | Siegfried Fietz                        | Daniela Dicker, Carola Beermann, Dieter Stork, Elli Michler, Hanno Herzler |  |
| Bobby Hase – Teil 1                                                                                 | 1994             | Siegfried Fietz                        | Gertrud Schmalenbach |  |
| Ich freu mich auf die Weihnachtszeit                                                                | 1994             | Siegfried Fietz                        | Rolf Krenzer |  |
| Komm zurück, kleiner Otter                                                                          | 1994             | Siegfried Fietz                        | Rolf Krenzer |  |
| Ein Leben für die Musik                                                                             | 1994             |                                        | |  |
| Freundschaft – Orthodoxe Gesänge                                                                    | 1994             |                                        | |  |
| Ein ganzer Tag voll Sonnenschein                                                                    | 1995             | Siegfried Fietz                        | Rolf Krenzer |  |
| Stürmische Zeiten                                                                                   | 1995             | Siegfried Fietz                        | Siegfried Fietz, Dietrich Bonhoeffer |  |
| Living Water                                                                                        | 1995             | Siegfried Fietz                        | Paul Langel, Diverse Textautoren |  |
| Wassertropfenweltreise                                                                              | 1995             | Siegfried Fietz                        | Carola Beermann, Rolf Krenzer |  |
| Von guten Mächten wunderbar geborgen Vol. 1–3                                                       | 1995             | Siegfried Fietz                        | Dietrich Bonhoeffer, Michael F. Strauss |  |
| Alles Gute zum Geburtstag                                                                           | 1995             | Siegfried Fietz                        | Michael F. Strauss |  |
| Kein Zimmer frei in Betlehem                                                                        | 1995             | Siegfried Fietz                        | Rolf Krenzer |  |
| Maximilian Maulwurf – Und der größte Maulwurfshügel aller Zeiten                                    | 1995             | Siegfried Fietz                        | Rolf Krenzer |  |
| Jesus in Jerusalem                                                                                  | 1996             | Siegfried Fietz                        | Michael F. Strauss |  |
| Bobby Hase und seine Freunde – Teil 2                                                               | 1996             | Siegfried Fietz                        | Gertrud Schmalenbach |  |
| Dehnen und Entspannen mit Musik                                                                     | 1996             | Siegfried Fietz                        | Prof. Dr. med. Gerd Schnack |  |
| Der fliegende Teppich                                                                               | 1996             | Siegfried Fietz                        | Rolf Krenzer |  |
| Als nachts das Kätzchen zu uns kam … Und andere Tierlieder                                          | 1996             | Siegfried Fietz                        | Rolf Krenzer |  |
| Freue Dich auf jeden Tag                                                                            | 1996             | Siegfried Fietz                        | Rolf Krenzer |  |
| Es dauert nicht mehr lange                                                                          | 1996             | Siegfried Fietz                        | Rolf Krenzer |  |
| Roter König – Weißer Stern                                                                          | 1996             | Siegfried Fietz                        | Daniela Dicker, Willi Fährmann |  |
| Wie ein Stückchen vom Paradies                                                                      | 1997             | Siegfried Fietz                        | Heinz-Otto Schaaf |  |
| Auf Tour – Bikersongs                                                                               | 1997             | Siegfried Fietz                        | Michael F. Strauss |  |
| Jaguar und Neinguar                                                                                 | 1997             | Siegfried Fietz                        | Paul Maar |  |
| Ich bin die Raupe Ursula                                                                            | 1997             | Siegfried Fietz                        | Rolf Krenzer |  |
| Fit und gesund in Beruf und Freizeit                                                                | 1997             | Siegfried Fietz                        | Udo Neumann |  |
| Ein Fisch ist mehr als ein Fisch                                                                    | 1997             | Siegfried Fietz                        | Daniela Dicker, Willi Fährmann |  |
| Vom Teilen und anderen Grundrechenarten                                                             | 1997             | Siegfried Fietz                        | Siegfried Macht |  |
| Spuren im Sand – Lieder der Geborgenheit                                                            | 1998             | Siegfried Fietz                        | Hermann Schulze-Berndt, Carola Beermann, Elli Michler, Margaret Fishback Powers, Rainer-Maria Rilke, Rolf Krenzer |  |
| Was uns die Bibel erzählt: Hinauf nach Jerusalem – Christus ist auferstanden                        | 1998             | Siegfried Fietz                        | Dieter Stork |  |
| Wie wir beten können – Womit wir leben können                                                       | 1998             | Siegfried Fietz                        | Jörg Zink |  |
| Freunde sind wichtig für jeden                                                                      | 1998             | Siegfried Fietz                        | Georg Bydlinski |  |
| Was denkt die Maus am Donnerstag?                                                                   | 1998             | Siegfried Fietz                        | Josef Guggenmos |  |
| Leuchte kleiner Stern                                                                               | 1998             | Siegfried Fietz                        | Daniela Dicker |  |
| Ist Frieden möglich?                                                                                | 1998             | Siegfried Fietz                        | Christian A. Schwarz |  |
| Ich will Kind sein                                                                                  | 1999             | Siegfried Fietz                        | Daniela Dicker |  |
| Salz der Erde                                                                                       | 1999             | Siegfried Fietz                        | Helmut Fischer, Jörg Müller, Siegfried Macht |  |
| Der Esel, der den König trug                                                                        | 1999             | Siegfried Fietz                        | Willi Fährmann |  |
| Die bunte Arche                                                                                     | 1999             | Siegfried Fietz                        | Patrick Martin |  |
| Kinderträume                                                                                        | 1999             | Siegfried Fietz                        | Siegfried Fietz, Lucy Kaluza |  |
| Was uns die Bibel erzählt: Gott erschafft die Welt & Selig seid ihr                                 | 1999             | Siegfried Fietz                        | Dieter Stork |  |
| Ein Licht leuchtet auf                                                                              | 1999             | Siegfried Fietz                        | Rolf Krenzer |  |
| Brücke zur Ewigkeit                                                                                 | 1999             | Siegfried Fietz                        | Michael Strauss, Diverse Textautoren |  |
| Kinder auf dem Erdenstern – Die Erde ist ein großer Tisch                                           | 1999             | Siegfried Fietz                        | Rolf Krenzer |  |
| Unsere Zeit in Gottes Händen                                                                        | 1999             | Siegfried Fietz                        | Michael F. Strauss |  |
| Damit Kinder leben können                                                                           | 1999             | Siegfried Fietz                        | Daniela Dicker |  |
| Feuer und Flamme                                                                                    | 2000             | Siegfried Fietz                        | |  |
| Die Schöpfungsgeschichte                                                                            | 2000             | Siegfried Fietz                        | Daniela Dicker |  |
| Die Weihnachtsgeschichte                                                                            | 2000             | Siegfried Fietz                        | Daniela Dicker |  |
| Gott ist mit uns                                                                                    | 2000             | Siegfried Fietz                        | Otto Haubrich |  |
| Paule Papagei – Warum kein Schwein sein Ferkel schlägt                                              | 2000             | Siegfried Fietz                        | Daniela Dicker |  |
| Bald wird es Frühling, kleiner Bär                                                                  | 2000             | Siegfried Fietz                        | Catherine Walters, Rolf Kreuzer |  |
| Manchmal brauchst du einen Engel                                                                    | 2001             | Siegfried Fietz                        | Hermann Schulze-Berndt, Elli Michler, Johannes Hansen |  |
| Zähl die Sterne – Die Geschichte von Abraham, Isaak und Jakob                                       | 2001             | Siegfried Fietz                        | Daniela Dicker |  |
| Steh auf – Die Wunder Jesu                                                                          | 2001             | Siegfried Fietz                        | Daniela Dicker |  |
| Du bist der Same der Zukunft – Lieder für ein ungeborenes Kind                                      | 2002             | Siegfried Fietz                        | Christian A. Schwarz |  |
| Pfeffer, Salz und Paprika                                                                           | 2002             | Siegfried Fietz                        | Daniela Dicker, Siegfried Fietz, Lucy Kaluza, Renate Völke |  |
| Das Greifensteiner Glockenspiel                                                                     | 2002             | Siegfried Fietz                        | Rolf Krenzer |  |
| Ich wünsche Dir Zeit                                                                                | 2002             | Siegfried Fietz                        | Hermann Schulze-Berndt, Elli Michler, Leonore Gauland, Michael F. Strauss |  |
| Kindern ein Zuhause geben                                                                           | 2002             | Siegfried Fietz                        | Daniela Dicker |  |
| Meine Laterne, leuchte                                                                              | 2002             | Siegfried Fietz                        | Anett Seidler, Sandra Oberbeck |  |
| Siegfried Fietz – Die besten Songs 88-90                                                            | 2002             | Siegfried Fietz                        | |  |
| Erntedank – Was wir alles ernten durften                                                            | 2002             | Siegfried Fietz                        | Rolf Krenzer |  |
| Der Schatz der Heiligen Schrift                                                                     | 2002             | Siegfried Fietz                        | Michael F. Strauss |  |
| Schoko-Alarm!                                                                                       | 2003             | Siegfried Fietz                        | Daniela Dicker |  |
| Erzähl mir was von Gott – Kinder-Bibel-Lieder                                                       | 2003             | Siegfried Fietz                        | Daniela Dicker |  |
| Ich mag dich sehr – Alle Kinder dieser Welt wünschen sich Frieden                                   | 2003             | Siegfried Fietz                        | Daniela Dicker, Hermann Schulze-Berndt, Dieter Stork, Helmut Fischer, Lucy Kaluza, Renate Völkel |  |
| Ich habe den Duft der Rosen geliebt                                                                 | 2003             | Siegfried Fietz                        | Johannes Jourdan |  |
| Schlaf ein mein Bärchen                                                                             | 2003             | Siegfried Fietz                        | Diverse Textautoren |  |
| Wünsche für dein Leben                                                                              | 2003             | Siegfried Fietz                        | Hermann Schulze-Berndt, Siegfried Fietz, Detlev Block, Elli Michler, Franz von Assisi, Leonore Gauland, Rainer Haak, Rolf Krenzer |  |
| Kleiner Stern, ich wünsch mir was                                                                   | 2003             | Siegfried Fietz                        | Daniela Dicker |  |
| Walles und die Freundschaftsbande                                                                   | 2004             | Siegfried Fietz                        | Daniela Dicker |  |
| Der Weg ist schon das Ziel                                                                          | 2004             | Siegfried Fietz                        | Detlev Block |  |
| Rolf und der geheimnisvolle Garten                                                                  | 2004             | Siegfried Fietz                        | Rolf Krenzer, Ulrike von Essen |  |
| Es war als hätt der Himmel die Erde still geküsst                                                   | 2004             | Siegfried Fietz                        | Eduard Mörike, Johann Wolfgang von Goethe, Joseph von Eichendorff |  |
| Wilhelm von Oranien – Der Prinz aus Dillenburg                                                      | 2004             | Siegfried Fietz                        | Rolf Krenzer |  |
| Drei Kinder folgen einem Stern                                                                      | 2004             | Siegfried Fietz                        | Renate Völke |  |
| Louise geht ihren Weg                                                                               | 2005             | Siegfried Fietz                        | Daniela Dicker |  |
| Sich selbst etwas Gutes tun – 40 Tage für mich                                                      | 2005             | Siegfried Fietz                        | Helwig Wegner-Nord |  |
| Doch der Segen kommt von oben                                                                       | 2005             | Siegfried Fietz                        | Hanno Herzler |  |
| Dur & Moll                                                                                          | 2005             | Siegfried Fietz                        | Eckart zur Nieden |  |
| Hiob                                                                                                | 2005             | Siegfried Fietz                        | Michael F. Strauss |  |
| Wir sind die Kinder dieser Welt                                                                     | 2005             | Siegfried Fietz                        | Daniela Dicker, Winfried Pilz |  |
| Sehnsuchtsvolles Warten – Aus der Dunkelheit wird Licht                                             | 2005             | Siegfried Fietz                        | Rainer Haak |  |
| Aufregung um Lobita                                                                                 | 2006             | Siegfried Fietz, Oliver Fietz          | Daniela Dicker |  |
| Volltreffer – Play & Pray                                                                           | 2006             | Siegfried Fietz                        | Hanno Herzler |  |
| Der Weg nach Santiago – Ein Musical zum Jakobsweg                                                   | 2006             | Siegfried Fietz                        | Hermann Schulze-Berndt |  |
| Durch Gottes Gnade                                                                                  | 2006             | Siegfried Fietz                        | |  |
| Dann bleiben Glaube, Hoffnung, Liebe                                                                | 2006             | Siegfried Fietz                        | Daniela Dicker, Siegfried Fietz, Detlev Block, Hanno Herzler, Leonore Gauland, Michael F. Strauss |  |
| Schule in Sicht                                                                                     | 2006             | Siegfried Fietz                        | Daniela Dicker |  |
| Selig seid ihr – Das Musical zur Bergpredigt                                                        | 2007             | Siegfried Fietz                        | Hermann Schulze-Berndt |  |
| Viele Gute Wünsche für eine wunderbare Mutter                                                       | 2007             | Siegfried Fietz                        | Siegfried Fietz |  |
| Ein kleiner Urlaub für die Seele                                                                    | 2007             | Siegfried Fietz                        | Helwig Wegner-Nord, Hermann Schulze-Berndt, Irene Fietz, Siegfried Fietz, Alfred Büchler, Angelika Fries, Detlev Block, Elli Michler, Jürgen Werth, Leonore Gauland, Michael F. Strauss, Rainer Haak |  |
| Herr Riese und sein Garten                                                                          | 2007             | Siegfried Fietz                        | Rolf Krenzer |  |
| Unter Piranhas                                                                                      | 2007             | Siegfried Fietz                        | Daniela Dicker |  |
| Paulus – Einer von uns                                                                              | 2008             | Siegfried Fietz                        | Hanno Herzler |  |
| Wir mischen mit – Mit Kindern Zukunft gestalten                                                     | 2008             | Siegfried Fietz                        | Irene Fietz |  |
| Du führst uns hinaus in die Weite                                                                   | 2008             | Siegfried Fietz                        | Helwig Wegner-Nord |  |
| Wenn ein Engel dir begegnet – Lieder, die beflügeln                                                 | 2008             | Siegfried Fietz                        | Daniela Dicker, Helwig Wegner-Nord, Hermann Schulze-Berndt, Irene Fietz, Artur Kleemann, Detlev Block, Helmut Fischer, Inge Bühner, Jürgen Werth, Mike Weller, Norbert Kaiser, Paul Weismantel |  |
| Alarmstufe Regen                                                                                    | 2009             | Siegfried Fietz                        | Daniela Dicker |  |
| Wunder, die Hoffnung geben                                                                          | 2009             | Siegfried Fietz                        | Detlev Block |  |
| Learning English with Music                                                                         | 2009             | Siegfried Fietz                        | Irene Fietz |  |
| Lotte sucht den Weihnachtsklang                                                                     | 2009             | Siegfried Fietz                        | Daniela Dicker |  |
| Der kleine Igel und seine besten Freunde                                                            | 2009             | Siegfried Fietz                        | Irene Fietz |  |
| Jagd auf den Olivenbaum                                                                             | 2010             | Siegfried Fietz                        | Daniela Dicker |  |
| Stille erleben                                                                                      | 2010             | Siegfried Fietz                        | Helwig Wegner-Nord, Hermann Schulze-Berndt, Irene Fietz, Hermann Enke, Jörg Zink, Jürgen Werth, Matthias Gahr |  |
| Bewegungshits                                                                                       | 2010             | Siegfried Fietz                        | Irene Fietz |  |
| Heilig                                                                                              | 2010             | Siegfried Fietz                        | Helwig Wegner-Nord |  |
| Fünf Spürnasen auf heißer Spur                                                                      | 2011             | Siegfried Fietz                        | Daniela Dicker |  |
| Hey Rucky Reiselustig, nimm uns doch mit!                                                           | 2011             | Siegfried Fietz                        | Daniela Dicker |  |
| Best of Siegfried Fietz (Von guten Mächten und bewegten Zeiten)                                     | 2011             | Siegfried Fietz                        | Diverse Textautoren |  |
| Der kleine Igel und die rote Schmusedecke                                                           | 2011             | Siegfried Fietz                        | Irene Fietz |  |
| Merci – Der Graf und die Hugenotten                                                                 | 2011             | Siegfried Fietz                        | Hanno Herzler |  |
| Space Sinfonie – Space Songs                                                                        | 2011             | Siegfried Fietz                        | |  |
| Spuren im Sand – Von Gott getragen                                                                  | 2011             | Siegfried Fietz                        | Hermann Schulze-Berndt |  |
| Neue Flügel für Gloria Engel                                                                        | 2011             | Siegfried Fietz                        | Daniela Dicker |  |
| Aufbruch wagen                                                                                      | 2012             | Siegfried Fietz                        | Helwig Wegner-Nord, Hermann Schulze-Berndt, Irene Fietz, Detlev Block, Franziska Plum, Helmut Fischer, Johannes Jourdan, Leonore Gauland, Walter Müller |  |
| Bruder Martinus – Lieder aus dem Martin Luther Musical                                              | 2012             | Siegfried Fietz                        | Jürgen Werth |  |
| Weihnachten wird es überall                                                                         | 2012             | Siegfried Fietz                        | Siegfried Fietz, Rainer Haak, Johannes Jourdan, Diverse Textautoren |  |
| Falsches Spiel im Reisfeld                                                                          | 2013             | Siegfried Fietz                        | Daniela Dicker |  |
| Märchenlieder                                                                                       | 2013             | Siegfried Fietz                        | Michael Stollwerk, Rolf Krenzer |  |
| Ich glaube                                                                                          | 2013             | Siegfried Fietz                        | Helwig Wegner-Nord, Hermann Schulze-Berndt |  |
| Lucia und das Geheimnis des Weihnachtslichtes                                                       | 2013             | Siegfried Fietz                        | Carola Beermann |  |
| Der Weg im Garten des Lebens                                                                        | 2014             | Siegfried Fietz                        | Hermann Schulze-Berndt |  |
| Lange Nacht der Kirchen • Mit Christus Brücken bauen                                                | 2014             | Siegfried Fietz                        | Hermann Schulze-Berndt, Siegfried Fietz |  |
| Der kleine Igel feiert Weihnachten                                                                  | 2014             | Siegfried Fietz                        | Irene Fietz |  |
| Der ungesungene Claudius (20 neue Vertonungen)                                                      | 2014             | Siegfried Fietz                        | Matthias Claudius |  |
| Best of ABAKUS Musik (40 Lieder mit Siegfried Fietz und über 20 Freunden)                           | 2014             | Siegfried Fietz                        | Diverse Autoren |  |
| Nehmt einander an                                                                                   | 2015             | Siegfried Fietz                        | Helwig Wegner-Nord, Siegfried Fietz, Angelika Marsch, Helmut Fischer, Jürgen Werth, Leonore Gauland, Michael Strauss, Rainer Haak |  |
| Von guten Mächten wunderbar geborgen (ABAKUS Musik Gesamtausgabe)                                   | 2015             | Siegfried Fietz                        | Dietrich Bonhoeffer, Michael Strauss |  |
| Regenbogenfarben (Eva Lind singt Lieder von Siegfried Fietz)                                        | 2015             | Siegfried Fietz                        | Drutmar Cremer, Irene Fietz, Elli Michler, Johann Wolfgang von Goethe, Eduard Mörike, Franziska Plum, Joseph Freiherr von Eichendorff, Jürgen Werth, Johannes Jourdan, Dietrich Bonhoeffer, Rolf Krenzer |  |
| Franziskus • Ein Heiliger und ein Papst                                                             | 2016             | Siegfried Fietz                        | Hermann Schulze-Berndt |  |
| Gnade und Versöhnung                                                                                | 2017             | Siegfried Fietz                        | Helwig Wegner-Nord, Siegfried Fietz, Gisela Spitzer-Klonk, Hedwig von Redern, Rainer Haak, Renate Wagner, Ulrich Schaffer |  |
| Augustinus                                                                                          | 2017             | Siegfried Fietz                        | Marco Kunz |  |
| Frieden                                                                                             | 2018             | Siegfried Fietz                        | Daniela Dicker |  |
| Welch ein Leben (Ein musikalisches Porträt über Martin Niemöller, KZ-Häftling und Kirchenpräsident) | 2018             | Siegfried Fietz                        | Helwig Wegner-Nord |  |
| Heimat ist                                                                                          | 2019             | Siegfried Fietz                        | Jürgen Werth |  |
| Hallo Engel (Trauernde benötigen Zuwendung, Gemeinschaft, Verständnis und Rücksichtnahme)           | 2020             | Siegfried Fietz                        | Helmut Fischer |  |
| Erleben (Livealbum)                                                                                 | 2020             | Siegfried Fietz, Oliver Fietz          | Oliver Fietz, Siegfried Fietz, Rolf Krenzer, Irene Fietz, Helwig Wegner-Nord, Hermann Schulze-Berndt, Elli Michler, Rainer Haak, Detlev Block, Dietrich Bonhoeffer, Marco Kunz |  |
| #wunschlied Album 1                                                                                 | 2020             | Siegfried Fietz                        | Siegfried Fietz, Jürgen Werth, Rolf Krenzer, Daniela Dicker, Helwig Wegner-Nord, Hermann Schulze-Berndt, Rainer Haak, Detlev Block, Johannes Jourdan, Dietrich Bonhoeffer, Johannes Hansen, Dieter Stork, Christian Schwarz, Jochen Klepper, Margaret Fishback Powers, Helmut Fischer, Hedwig von Redern, Marco Kunz |  |
| #wunschlied Album 2                                                                                 | 2021             | Siegfried Fietz                        | Dietrich Bonhoeffer, Daniela Dicker, Johannes Daniel Falk, Siegfried Fietz, Rainer Haak, Hanno Herzler, Hermann Hesse, Heinrich Holzschuher, Jochen Klepper, Rolf Krenzer, Ulrich Schaffer, Hermann Schulze-Berndt, Michael Strauss, Helwig Wegner-Nord, Jürgen Werth, Jörg Zink                                     |  |
| Zuversicht                                                                                          | 2021             | Siegfried Fietz                        | Rainer Haak, Siegfried Fietz |  |
| Von guten Mächten wunderbar geborgen (Dietrich Bonhoeffer und Siegfried Fietz)                      | 2022             | Siegfried Fietz, Oliver Fietz          | Dietrich Bonhoeffer, Michael Strauss |  |
| Die Welt verändern (August Hermann Francke Musical)                                                 | 2022             | Siegfried Fietz                        | Helwig Wegner-Nord |  |
| Jetzt ist die Zeit                                                                                  | 2023             | Siegfried Fietz                        | Gerhard Ebeling, Siegfried Fietz, Elli Michler, Marina Palmen, Dieter Stork, Helwig Wegner-Nord |  |